# Mănăstirea Balamand

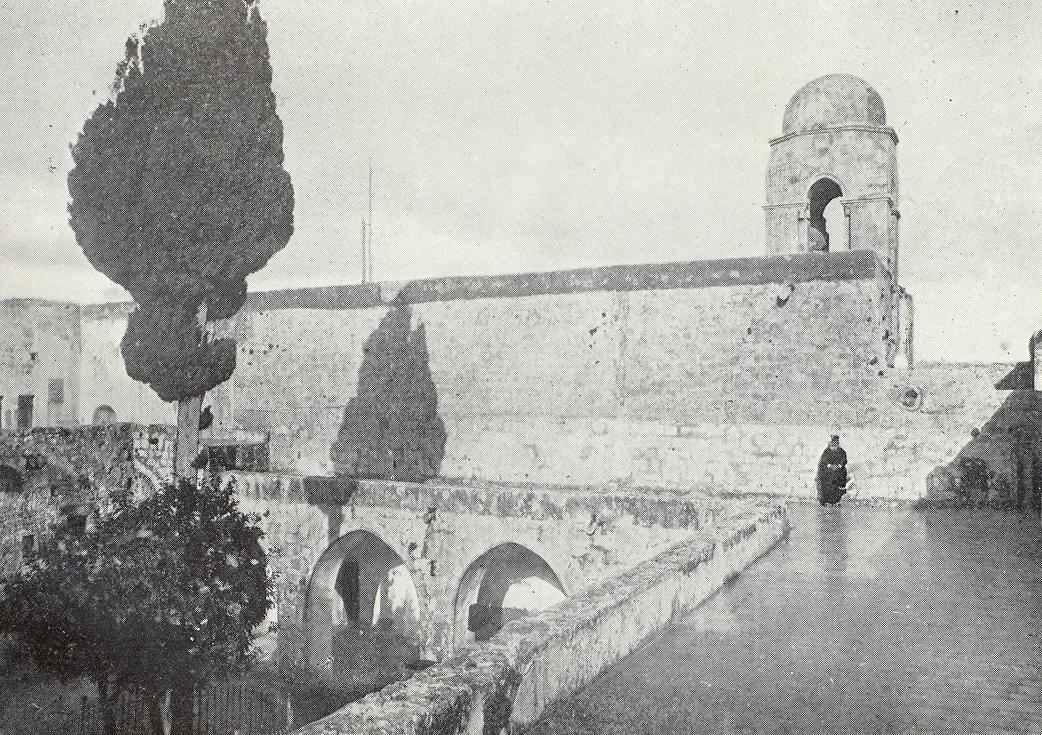
Mănăstirea Balamand în 1921

Mănăstirea Balamand, cunoscută inițial sub numele Belmont (alternativ Beaumont, Bellimontis ultra Mare, Bellus-Mons, precum și Valmand), este o mănăstire întemeiată în anul 1157 de călugării cistercieni, drept cea mai mare abație a ordinului cistercian în Orient, la circa 15 km sud-vest de Tripoli, în Munții Liban.
În contextul căderii orașului în mâinile sultanului Al-Mansur Qalawun⁠(en)[traduceți], cistercienii s-au retras din Balamand în anul 1289. Trei sute de ani mai târziu mănăstirea a fost ocupată de călugării greco-ortodocși, care o folosesc până în prezent. În anul 1833 a fost întemeiat un seminar teologic în incinta mănăstirii, din care a rezultat în anul 1988 Universitatea Balamand.

## Legături externe
- Mănăstirea Balamand, o fortăreață ortodoxă[nefuncțională]
, 6 decembrie 2010, Pr. Gheorghe Costea, Ziarul Lumina

 Acest articol despre o mănăstire din România este deocamdată un ciot. Puteți ajuta Wikipedia prin completarea lui !